# Serafino Romualdi
Serafino Romualdi (Bastia Umbra, 18 de noviembre de 1900 – noviembre de 1967) fue un sindicalista periodista, escritor y agente inteligencia ítalo-estadounidense, que se destacó por su actuación contra las corrientes asociadas con el comunismo y el peronismo en el sindicalismo latinoamericano. Fue dirigente del Sindicato de Trabajadores del Vestido (International Ladies' Garment Workers' Union-ILGWU) de Estados Unidos y Canadá y de la Organización Regional Interamericana de Trabajadores (ORIT).

## Biografía
Serafino Romualdi nació en Bastia Umbra, Perugia, Italia, el 18 de noviembre de 1900. Se graduó en el Colegio de Maestros de Perugia en 1917 y comenzó a trabajar como maestro de grado. En 1919 y 1920 integró como ciudadano, la Comisión Provincial para la Requisición de Cereales (Commissione Provinciale per la Requisizione dei Cereali), retornando al magisterio en 1921. En 1922 fue editor de un periódico semanal en Pesaro, llamado Il Progresso. Al año siguiente de que Benito Mussolini asumiera como primer ministro, emigró a Estados Unidos movido por su postura antifascista.
Se radicó inicialmente en Chicago, donde comenzó a editar un semanario llamado La Parola del Popolo. Simultáneamente se afilió al Sindicato de Tipógrafos, como linotipista. En 1926 comenzó a trabajar para la Compañía de Publicaciones Sindicales en Italiano (Italian Labor Publishing Company) en Chicago.
En 1928 Romualdi se mudó a Nueva York, donde fue contratado como redactor editorial del periódico sindical en idioma italiano Il Mundo, de propiedad del Sindicato de Trabajadores del Vestido (International Ladies' Garment Workers' Union) y de la Amalgama de Trabajadores de Vestuario de Estados Unidos (Amalgamated Clothing Workers of America). En 1933 comenzó a actuar en el Sindicato de Trabajadores del Vestido, como miembro de los departamentos de Ediciones y de Publicidad.
En julio de 1941, Romualdi viajó a la Argentina, Uruguay y Brasil, como representante del Comité para la Italia Libre, con el fin de reclutar italianos para combatir en el bando aliado en la Segunda Guerra Mundial. Después del Ataque a Pearl Harbor fue convocado por Nelson Rockefeller para integrar su equipo como Coordinador de Asuntos Interamericanos. Fundó el Comité Ítalo-Americano para la Educación Democrática, con sede en Montevideo y se vinculó al Comité para la Defensa Política del Continente, que tenía como misión neutralizar a los agentes del nazismo y el fascismo.
En 1943 Romualdi volvió a Washington donde trabajó en la división sindical de la oficina del Coordinador para Asuntos Interamericanos, a cargo de John Herling. En mayo de 1944 fue reclutado como agente de la Oficina de Servicios Estratégicos, antecesora de la CIA.
Romualdi retomó su trabajo en el ILGWU en otoño de 1945 y fue enviado por la AFL para establecer contactos con los sindicatos latinoamericanos, con el fin de incrementar la cooperación con los mismos. En esa función recorrió América Latina varias veces, fue uno de los miembros de la delegación de la AFL a la Argentina in enero de 1947 y fue uno de los delegados de la AFL a la Conferencia sindical de Lima realizada en enero de 1948. En 1951 fue uno de los actores clave en la fundación de la Organización Regional Interamericana de Trabajadores (ORIT), de la que fue elegido secretario asistente y editor del Boletín Sindical Interamericano.
En marzo de 1948 Romualdi fue nombrado representante de la AFL para América Latina a tiempo completo. Fue miembro de la Comisión Conjunta de la AFL-CIO que investigó las condiciones de trabajo en la Zonza Central en enero de 1949 y fue miembro de la delegación estadounidense a los congresos de la Confederación Internacional de Organizaciones Sindicales Libres (CIOSL) realizados en Milán (1951), Viena (1955) y Túnez (1957). Participó también de las conferencias de la Organización Internacional del Trabajo (OIT), como delegado o consejero de la delegación de Estados Unidos, en 1946, 1948, 1960 y 1961.
El investigador Philip Agee, en su libro de 1975 Dentro de la Compañía: diario de la CIA (Inside the Company: CIA Diary), cuenta que Romualdi se convirtió en “el principal agente de la CIA para operaciones sindicales en América Latina", durante más una década, aun cuando se desempeñaba como director de la ORIT. Romualdi estuvo en Guatemala durante y después del golpe de Estado promovido por la CIA que derrocó al gobierno democrático de Jacobo Árbenz, elogiando al dictador Carlos Castillo Armas, del que afirmó que "promovía de corazón el renacimiento de un sindicalismo sano, libre e independiente". Romualdi también estuvo en Argentina durante la dictadura que derrocó al gobierno constitucional de Juan Domingo Perón y fue uno de los organizadores de la Comisión Pro Recuperación de los Sindicatos Libres (CPRSL) que el gobierno militar promovió para instalar en los sindicatos conducciones adictas.
En agosto de 1957 participó como asesor de la delegación de su país en la Conferencia Económica Interamericana de la OEA realizada en Buenos Aires. En agosto de 1961 participó como asesor de Estados Unidos en la Conferencia de Punta del Este de la OEA, en la que ese país lanzó la Alianza para el Progreso.
Después de que las dos centrales sindicales tradicionales de Estados Unidos se fusionaran en 1955 en la AFL-CIO, Romualdi fue designado representante interamericano y secretario ejecutivo del Comité de Asuntos Interamericanos de la nueva central. En 1961 fue uno de los funcionarios claves en la creación y primer director ejecutivo del Instituto Estadounidense para el Desarrollo del Sindicalismo Libre (American Institute for Free Labor Development-AIFLD), dependiente de la AFL-CIO y financiado por la Agencia de los Estados Unidos para el Desarrollo Internacional (USAID).
La AIFLD incluyó en su directorio a las principales empresas multinacionales estadounidenses, hasta el punto de que J. Peter Grace, CEO de la cuestionada United Fruit Company, llegó a ser designado presidente de la organización. En 1963 financió una huelga general en la Guayana británica para debilitar el movimiento independentista impulsado por el Partido Progresista del Pueblo bajo el liderazgo de Cheddi Jagan. Ese mismo año financió la oposición al presidente democrático de la República Dominicana Juan Bosch, colaborando con el golpe de Estado del general Elías Wessin y Wessin y la ocupación estadounidense de la República Dominicana (1965-1966). En 1964 la AIFLD colaboró con el golpe de Estado en Brasil de 1964 por medio de sindicalistas capacitados por el Instituto y convocando a los trabajadores brasileños a aceptar el congelamiento salarial con el fin de dar estabilidad a la dictadura militar. La AIFLD dispuso de una variedad de programas que tenían como fin establecer relaciones de lealtad con sindicatos de los países latinoamericanos que pudiera facilitar la presencia de las empresas multinacionales estadounidenses. En el curso de varios años, la AIFLD capacitó 243.668 sindicalistas en todos los países latinoamericanos y caribeños.
En septiembre de 1965 se retiró de sus cargos en la AFL-CIO para dedicarse al asesoramiento y completar sus memorias, que fueron publicadas con el título Presidents and peons, publicado en 1967.